# Медопійник
Медопійник (Melithreptus) — рід горобцеподібних птахів родини медолюбових (Meliphagidae). Містить 7 видів. Поширені в Австралії і Новій Гвінеї.

## Назва
Наукова назва Melithreptus від грецьких слів μελι — «мед»; та θρεπτικα — «годування».

## Види
- Медопійник чорноголовий (Melithreptus affinis)
- Медопійник червонобровий (Melithreptus lunatus)
- Медопійник оливковокрилий (Melithreptus chloropsis)
- Медопійник білогорлий (Melithreptus albogularis)
- Медопійник буроголовий (Melithreptus brevirostris)
- Медопійник чорногорлий (Melithreptus gularis)
- Медопійник тасманійський (Melithreptus validirostris)